# Penitencjarna Kolonia Rolna
Penitencjarna Kolonia Rolna – typ zakładu karnego o rygorze ograniczonej wolności, działający w okresie II RP. Celem tego projektu była ochrona skazanych przed złym wpływem recydiwistów oraz pełna ich resocjalizacja. W zakładzie takim przebywały młode osoby w wieku od siedemnastego do trzydziestego roku życia, które przed popełnieniem przestępstwa pracowali na roli, a które skazane były po raz pierwszy na karę więzienia, nie większą niż dziesięć lat.

## Przykłady
Jedną z takich placówek była penitencjarna kolonia dla kobiet, działająca od marca 1936 r. w prowadzonym przez Zgromadzenie Sióstr Matki Bożej Miłosierdzia folwarku w Walendowie (do roku 1946), w którym to zakładzie zamieszkało ok. stu więźniarek. Ministerstwo Sprawiedliwości płaciło za każdą z nich sumę potrzebną na pokrycie podstawowych kosztów utrzymania. Kolonistki pracowały w polu i na gospodarstwie, a zimą uczyły się czytać, pisać, robót ręcznych, szycia.
Innym przykładem była penitencjarna kolonia rolna w Targowej Górce, działająca tam w latach 1934 - 1952. Na folwarku należącym do Ministerstwa Sprawiedliwości, więźniowie zajmowani się produkcją żywności na potrzeby więziennictwa.